# Деггендорф
Деггендорф (нем. Deggendorf) — город и городская община в Германии, районный центр, в Республике Бавария.
Община расположена в правительственном округе Нижняя Бавария в районе Деггендорф. Население составляет 35 172 человека (декабрь 2022). Занимает площадь 77,21 км². Официальный код — 09 2 71 119.
Город и городская община подразделяется на 7 городских районов.
В Деггендорфе размещается Деггендорфская высшая техническая школа.

## Население
По оценке на 31 декабря 2015 года население общины Деггендорф составляет 32 189 чел. 

| Дата      | 1840 | 1871 | 1900  | 1925  | 1939  | 1950  | 1961  | 1970  | 1987  | 2011  |
| --------- | ---- | ---- | ----- | ----- | ----- | ----- | ----- | ----- | ----- | ----- |
| Население | 7612 | 9726 | 11922 | 14125 | 17606 | 23555 | 24755 | 27892 | 28560 | 31491 |

| Год       | 1960  | 1970  | 1980  | 1990  | 2000  | 2009  | 2010  | 2011  | 2012  | 2013  | 2014  | 2015  |
| --------- | ----- | ----- | ----- | ----- | ----- | ----- | ----- | ----- | ----- | ----- | ----- | ----- |
| Население | 23792 | 28261 | 30649 | 30214 | 31219 | 31536 | 31661 | 31597 | 31699 | 31853 | 31886 | 32189 |

## Города-побратимы
- Нойзидль-ам-Зее, Австрия
- Писек, Чехия